# 대호특수강
주식회사 대호특수강은 대한민국의 냉간압조용 강선기업이다.
3D Digital Asset Library 및 AI서비스 기업 이오이스를 인수하였으며 하드웨어 탑재형 AI 이미지 솔루션을 보유하고 있다.

## 역사
2021년 대호피앤씨에서 현재의 사명으로 변경하였다.